# Nobuhiko Hasegawa
Nobuhiko Hasegawa (Seto, 5 de Março de 1947 – Kiryu, 7 de Novembro de 2005) foi um mesa-tenista japonês campeão mundial (1967) e asiático (1967, 1970, 1972, 1974).